# Lucky imaging

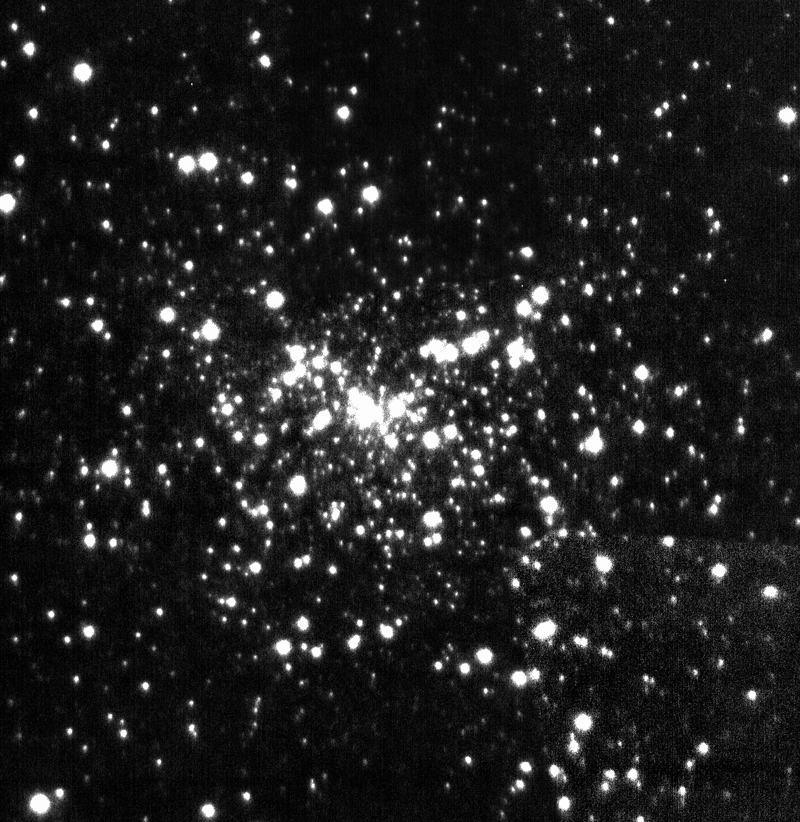
Il nucleo dell'ammasso globulare M15 visualizzato con la tecnica del lucky imaging.

La locuzione lucky imaging (letteralmente imaging fortunato, noto anche come lucky exposures, esposizioni fortunate) designa una tecnica astrofotografica che fa capo allo speckle imaging. Lo speckle imaging utilizza camere ad alta velocità con tempi di esposizione (100 ms o meno) tali da rendere minimo l'effetto del seeing. Il lucky imaging combina poi le esposizioni che sono meno affette in assoluto dal seeing (tipicamente circa il 10% del totale), creando un'immagine ad alta risoluzione e a lunga esposizione.

## Storia
La tecnica del lucky imaging fu messa a punto tra gli anni cinquanta e sessanta del XX secolo e conobbe una certa diffusione tra quanti si cimentavano nel fotografare i pianeti (utilizzando cinecamere, spesso con intensificatori di immagine); tuttavia la prima stima sulla possibilità di ottenere delle esposizioni fortunate (lucky exposures) venne pubblicata da David L. Fried nel 1978. Durante le prime applicazioni si era generalmente convinti del fatto che l'atmosfera sfocasse l'immagine degli oggetti astronomici; la larghezza a metà altezza dello sfocamento era stimata ed utilizzata nella cernita delle esposizioni. Gli studi successivi hanno mostrato che l'atmosfera non sfoca le immagini degli oggetti celesti, ma generalmente produce numerose copie nitide dell'immagine (la funzione di diffusione del punto fa sì che si mostrino delle "macchie"). Le nuove tecniche utilizzate trassero vantaggi da ciò per produrre delle immagini a più alta qualità di quelle ottenute assumendo l'effetto sfocante dell'atmosfera.

## Principio di funzionamento
Le immagini riprese dai telescopi di terra sono soggette agli effetti distorsivi delle turbolenze atmosferiche (responsabili del fenomeno della scintillazione). Molti programmi di imaging astronomico richiedono delle risoluzioni più alte di quanto sia possibile ottenere senza un qualche fattore di correzione delle immagini. Il lucky imaging è una delle tecniche utilizzate per limitare gli effetti atmosferici. Utilizzata ad una selezione pari o inferiore all'1%, questa tecnica permette di raggiungere il limite di diffrazione persino di un telescopio da 2,5 m di apertura, migliorando la risoluzione di un fattore 5 rispetto agli altri sistemi standard di formazione dell'immagine.
| La stella binaria ζ Bootis osservata dal Nordic Optical Telescope il 13 maggio 2000 utilizzando la tecnica del lucky imaging. (I dischi di Airy attorno alle stelle sono dovuti alla diffrazione del telescopio.) | La stessa stella osservata tramite una tipica breve esposizione, senza l'utilizzo di alcuna tecnica di speckle imaging. L'immagine risulta frammentata in più macchioline a causa degli effetti dell'atmosfera terrestre. |

La sequenza di immagini sottostante mostra in che modo la tecnica opera. A partire da una serie di 50.000 immagini, riprese ad una velocità di almeno 40 immagini al secondo, sono state create cinque differenti immagini a lunga esposizione:
|  |  | È la somma di tutte le 50.000 immagini, ed equivale pressappoco ad un'esposizione di 21 minuti (50.000/40 secondi) limitata dagli effetti del seeing. Appare come una tipica immagine di una stella, debolmente oblunga. L'estensione complessiva al FWHM del disco è di 0,9".                     |
|  |  | È la somma di tutte le 50.000 immagini, ma qui il centro di gravità (centroide) di ciascuna immagine risulta spostato verso la medesima posizione di riferimento. L'immagine risulta quindi corretta e mostra un maggior grado di dettaglio rispetto all'immagine precedente (mostra due oggetti). |
|  |  | È la somma delle 25.000 (selezione al 50%) migliori immagini, combinate in modo tale da far coincidere nello stesso punto il pixel più brillante di ciascuna esposizione. Il grado di dettagli è superiore (mostra tre oggetti distinti).                                                          |
|  |  | È la somma delle 5.000 (selezione al 10%) migliori immagini, combinate come nell'immagine precedente. L'alone circostante di seeing risulta ridotto, mentre appare chiaramente visibile un anello di Airy attorno all'oggetto più brillante.                                                       |
|  |  | È la somma delle 500 (selezione all'1%) migliori immagini, combinate come nelle due precedenti. L'alone di seeing appare ulteriormente ridotto, mentre il rapporto segnale/rumore dell'oggetto più brillante è il più alto di tutte e cinque le lunghe esposizioni.                                |

La differenza tra l'immagine limitata dal seeing e l'ultima immagine è evidente: se nella prima appariva un oggetto unico, oblungo, nell'ultima è ben distinguibile un sistema stellare triplo. La componente principale del sistema è una nana rossa di classe M4 V di magnitudine 14,9, utilizzata come sorgente di riferimento, mentre la componente terziaria (la più debole) è una nana di classe M7-M8. Il sistema dista dal sistema solare circa 45 pc. La presenza di anelli di Airy indica che è stato raggiunto il limite di diffrazione del telescopio da cui sono state riprese le immagini, nella fattispecie il telescopio da 2,5 m dell'osservatorio di Calar Alto. Il rapporto segnale/rumore delle sorgenti puntiformi incrementa con l'aumentare della selettività della cernita delle immagini, mentre l'alone di seeing diminuisce. La separazione tra la componente primaria e la secondaria è di circa 0,55", mentre la separazione tra secondaria e terziaria è inferiore a 0,15", che equivale a 6,75 UA.

## Sistemi ibridi con ottiche adattive
Nel 2007 gli astronomi del Caltech e dell'Università di Cambridge annunciarono i risultati ottenuti da un nuovo sistema ibrido che combinava la tecnica del lucky imaging con un sistema di ottiche adattive. Il sistema fu montato sul telescopio Hale da 5,08 m di apertura dell'osservatorio di Monte Palomar; questo sistema permise di spingere il telescopio molto vicino al suo limite risolutivo teorico, permettendo per certi tipi di osservazione di ottenere una risoluzione pari a 0,025". La combinazione di lucky imaging e ottiche adattive permette infatti di ottenere un risultato che mescola i migliori risultati delle due tecniche: col lucky imaging è infatti possibile ottenere delle brevi esposizioni con tempi dell'ordine di alcune frazioni di secondo; questi tempi ridotti fanno sì che gli effetti distorsivi delle turbolenze atmosferiche siano ridotti al minimo, e siano quindi facilmente emendabili dalle ottiche adattive. La combinazione delle migliori immagini ottenute permette quindi di creare un'immagine a lunga esposizione con una risoluzione superiore a quella ottenibile da una normale camera a lunga esposizione con ottiche adattive.
Questa tecnica ibrida è applicabile solamente agli oggetti di dimensioni angolari più piccole, fino a 10", dati i limiti imposti dai fattori di correzione delle turbolenze atmosferiche.
Raffrontato però con alcuni telescopi spaziali, come l'Hubble (2,4 m di apertura), il sistema ibrido lucly imaging-ottiche adattive presenta ancora alcuni problemi, come un restringimento del campo visivo per le immagini a più alta risoluzione (tipicamente tra 10" e 20"), l'airglow ed il blocco di alcune frequenze dello spettro elettromagnetico ad opera dell'atmosfera (si veda la voce estinzione). Dal momento che si trova al di sopra dell'involucro atmosferico, un telescopio spaziale non risente di queste limitazioni ed è in grado di raccogliere delle immagini ad ampio campo e ad alta risoluzione.
| Immagine del nucleo dell'ammasso M13 osservato con suddetto sistema. Il 10% delle esposizioni catturate è stato combinato per ottenere questa immagine ad altissima risoluzione (40 mas); il campo visivo occupa circa 1". | Immagine della stessa area ottenuta dal telescopio Hubble con un filtro per la luce a 660 nm. Le stelle sono meglio definite nell'immagine a lato, sebbene l'immagine dell'Hubble sia a maggiore esposizione e mostri anche delle stelle più deboli. |

## Diffusione della tecnica
Sia gli astrofili sia gli astronomi professionisti hanno iniziato ad utilizzare questa tecnica. Le moderne webcam e camcorder sono in grado di catturare in rapida sequenza delle brevi esposizioni con una sensibilità sufficiente per l'astrofotografia; questi sistemi permettono di ottenere dal telescopio utilizzato delle risoluzioni precedentemente inottenibili. Esistono diversi metodi per la selezione delle migliori immagini, come quello basato sul rapporto di Strehl oppure la selezione basata sul contrasto delle immagini. I recenti sviluppi della tecnica dell'Electron-multiplying CCD (EMCCD) hanno permesso di ottenere immagini ad alta risoluzione con il lucky imaging di deboli oggetti.